# アセチル基

アセチル基の構造

アセチル基（アセチルき、英: acetyl group）はアシル基の一種で、酢酸からヒドロキシ基を取り除いたものにあたる1価の官能基。構造式は CH3CO− と表され、しばしばAcと略記される。生体内ではエステルやアミドとして盛んに現れる。炭素数2。

## 保護基としての利用
アセチル基は酸性条件などに対してある程度の耐久性を持つため、水酸基の保護基としてしばしば利用される。塩基、求核剤などには一般に弱い。アミノ基の保護基としても用いられるが、脱保護に強い加水分解条件が必要なので水酸基の場合に比べ利用は少ない。
- アセチル化 - アルコールに対し、ピリジンやトリエチルアミンなどの塩基存在下、塩化アセチルや無水酢酸を作用させることでアセチル化できる。
- 脱保護 - 酸性または塩基性条件でのエステルの加水分解反応で脱保護できる。一般にはメタノール中炭酸カリウムを作用させるなどの条件がよく用いられる。また水素化アルミニウムリチウムやジイソブチルアルミニウムヒドリドなどの強いヒドリド還元によっても除去される。水素化ホウ素ナトリウムなどの弱い還元剤では一般に切断されない。
- アセチル基はもっとも穏和な条件で脱保護できるが、逆に言えば外れやすいため、厳しい条件や長工程の反応には向かない。この場合にはさらに強固なピバロイル基やベンゾイル基が用いられる。

## 反応
ハロホルム反応はアセチル基の部分構造を持つ化合物に特徴的な反応であり、ヨードホルム反応が代表例である。塩基性条件下でヨウ素分子I2を反応させると、特異臭を放ちヨードホルム（CHI3）の黄色沈殿を生じる。

## 主な化合物
- 酢酸
- アセト酢酸
- アセトフェノン
- アセチルアセトン